# Dalemhof
Het Dalemhof is een natuurgebied in Heverlee in de Belgische stad Leuven. Het gebied is 3 hectare groot en gelegen tussen Heverlee en Korbeek-Lo (Bierbeek). Het Dalemhof is een moerasgebied in de vallei van de Molenbeek. De natuur bestaat uit hooilanden die in onbruik zijn geraakt en wilgenrijen die getuigen van de lokale wilgenvlechterij. Natuurpunt kocht het gebied in 2020.

## Fauna en flora
De flora wordt bepaald door moeraszegge en koninginnekruid en op de natste plekken steekt de forse grote lisdodde er bovenuit. Indicatoren van hoge natuurwaarden zoals holpijp, veldrus en knolsteenbreek zijn lokaal nog aanwezig, net zoals een permanente toevoer van mineraalrijk kwelwater uit de ondergrond (bittere veldkers en pluimzegge in bronzones).
In de Molenbeekvallei is de bever gevestigd. De bever draagt bij aan de verspreiding van soorten zoals de ijsvogel, en tal van libellen (weidebeekjuffer) en vissoorten. Eén van de aanwezige bevers heeft op bescheiden wijze de Molenbeek afgedamd zonder dat de beek soms uit haar oevers treedt.